# Copa do Brasil de Futebol Sub-15 de 2010
A Copa do Brasil de Futebol Sub-15 de 2010 foi uma competição de futebol realizada no Brasil, mais precisamente no estado do Paraná, organizada pelo Federação Paranaense de Futebol. O campeão foi o Vitória, que venceu o Fluminense na final.

## Regulamento e participantes
Os vinte clubes, todos participantes da Série A do Campeonato Brasileiro (com exceção do PSTC) nas suas seções profissionais, se dividem em quatro grupos de cinco times, fazendo partidas apenas de ida. Os dois melhores colocados ao fim dos confrontos avançam à fase seguinte, disputada em mata-mata, começando com quartas-de-final, novamente com apenas jogos de ida.

## Fase de grupos
| Equipe | Equipe           | Pts | J | V | E | D | GP | GC | SG |
| ------ | ---------------- | --- | - | - | - | - | -- | -- | -- |
| 1      | Atlético Mineiro | 10  | 4 | 3 | 1 | 0 | 9  | 1  | +8 |
| 2      | Corinthians      | 7   | 4 | 2 | 1 | 1 | 5  | 5  | 0  |
| 3      | Flamengo         | 4   | 4 | 1 | 1 | 2 | 4  | 5  | -1 |
| 4      | Internacional    | 4   | 4 | 1 | 1 | 2 | 3  | 5  | -2 |
| 5      | PSTC             | 2   | 4 | 0 | 2 | 2 | 1  | 6  | -5 |

|               | Placar |               |             | Placar |               |
| ------------- | ------ | ------------- | ----------- | ------ | ------------- |
| Atlético/MG   | 1 – 1  | Corinthians   | Flamengo    | 1 – 1  | PSTC          |
| Flamengo      | 0 – 2  | Atlético/MG   | Corinthians | 2 – 1  | Internacional |
| Internacional | 2 – 0  | Flamengo      | Atlético/MG | 3 – 0  | PSTC          |
| Corinthians   | 2 – 0  | PSTC          | Atlético/MG | 3 – 0  | Internacional |
| PSTC          | 0 – 0  | Internacional | Flamengo    | 3 – 0  | Corinthians   |

| Equipe | Equipe              | Pts | J | V | E | D | GP | GC | SG  |
| ------ | ------------------- | --- | - | - | - | - | -- | -- | --- |
| 1      | Fluminense          | 9   | 4 | 3 | 0 | 1 | 9  | 3  | +6  |
| 2      | Vitória             | 7   | 4 | 2 | 1 | 1 | 9  | 5  | +4  |
| 3      | Atlético Paranaense | 7   | 4 | 2 | 1 | 1 | 6  | 4  | +2  |
| 4      | Santos              | 6   | 4 | 2 | 0 | 2 | 5  | 7  | -2  |
| 5      | Ceará               | 0   | 4 | 0 | 0 | 4 | 1  | 12 | -11 |

|             | Placar |             |             | Placar |             |
| ----------- | ------ | ----------- | ----------- | ------ | ----------- |
| Ceará       | 0 – 1  | Santos      | Fluminense  | 0 – 1  | Atlético/PR |
| Fluminense  | 4 – 0  | Ceará       | Santos      | 1 – 3  | Vitória     |
| Fluminense  | 3 – 1  | Vitória     | Atlético/PR | 3 – 1  | Ceará       |
| Santos      | 2 – 1  | Atlético/PR | Vitória     | 4 – 0  | Ceará       |
| Atlético/PR | 1 – 1  | Vitória     | Santos      | 1 – 2  | Fluminense  |

| Equipe | Equipe              | Pts | J | V | E | D | GP | GC | SG |
| ------ | ------------------- | --- | - | - | - | - | -- | -- | -- |
| 1      | Vasco da Gama       | 10  | 4 | 3 | 1 | 0 | 7  | 2  | +5 |
| 2      | Palmeiras           | 8   | 4 | 2 | 2 | 0 | 6  | 2  | +4 |
| 3      | Coritiba            | 6   | 4 | 2 | 0 | 2 | 6  | 5  | +1 |
| 4      | Grêmio              | 4   | 4 | 1 | 1 | 2 | 3  | 5  | -2 |
| 5      | Atlético Goianiense | 0   | 4 | 0 | 0 | 4 | 1  | 9  | -8 |

|             | Placar |             |           | Placar |             |
| ----------- | ------ | ----------- | --------- | ------ | ----------- |
| Atlético/GO | 0 – 1  | Palmeiras   | Vasco     | 1 – 0  | Coritiba    |
| Vasco       | 3 – 0  | Atlético/GO | Palmeiras | 0 – 0  | Grêmio      |
| Vasco       | 2 – 1  | Grêmio      | Coritiba  | 3 – 0  | Atlético/GO |
| Palmeiras   | 4 – 1  | Coritiba    | Grêmio    | 2 – 1  | Atlético/GO |
| Coritiba    | 2 – 0  | Grêmio      | Palmeiras | 1 – 1  | Vasco       |

| Equipe | Equipe    | Pts | J | V | E | D | GP | GC | SG |
| ------ | --------- | --- | - | - | - | - | -- | -- | -- |
| 1      | São Paulo | 10  | 4 | 3 | 1 | 0 | 9  | 0  | +9 |
| 2      | Cruzeiro  | 9   | 4 | 3 | 0 | 1 | 6  | 4  | +2 |
| 3      | Guarani   | 4   | 4 | 1 | 1 | 2 | 2  | 6  | -4 |
| 4      | Goiás     | 3   | 4 | 1 | 0 | 3 | 2  | 7  | -5 |
| 5      | Botafogo  | 2   | 4 | 0 | 2 | 2 | 3  | 5  | -2 |

|           | Placar |           |           | Placar |          |
| --------- | ------ | --------- | --------- | ------ | -------- |
| Goiás     | 0 – 3  | São Paulo | Botafogo  | 1 – 1  | Guarani  |
| Botafogo  | 1 – 2  | Goiás     | São Paulo | 3 – 0  | Cruzeiro |
| Cruzeiro  | 2 – 1  | Botafogo  | Guarani   | 2 – 1  | Goiás    |
| São Paulo | 3 – 0  | Guarani   | Cruzeiro  | 2 – 0  | Goiás    |
| Guarani   | 0 – 2  | Cruzeiro  | São Paulo | 0 – 0  | Botafogo |

## Fase final
|  | Quartas de final     | Quartas de final |                   |                      | Semifinais       | Semifinais     |  |  | Final | Final |
|  |                      |                  |                   |                      |                  |                |  |  |       |       |
|  |                      |                  |                   |                      |                  |                |  |  |       |       |
|  |                      |                  |                   |                      |                  |                |  |  |       |       |
|  | Atlético Mineiro     | 3                |                   |                      |                  |                |  |  |       |       |
|  | Atlético Mineiro     | 3                |                   |                      |                  |                |  |  |       |       |
|  | Palmeiras            | 1                |                   |                      |                  |                |  |  |       |       |
|  | Palmeiras            | 1                | Atlético Mineiro  | 1 (5)                |                  |                |  |  |       |       |
|  |                      |                  | Atlético Mineiro  | 1 (5)                |                  |                |  |  |       |       |
|  |                      | Vitória (d.p.)   | 1 (6)             |                      |                  |                |  |  |       |       |
|  | São Paulo            | Vitória (d.p.)   | 1 (6)             | 1 (5)                |                  |                |  |  |       |       |
|  | São Paulo            |                  |                   | 1 (5)                |                  |                |  |  |       |       |
|  | Vitória (d.p.)       | 1 (6)            |                   |                      |                  |                |  |  |       |       |
|  | Vitória (d.p.)       | 1 (6)            | Vitória           | 3                    |                  |                |  |  |       |       |
|  |                      |                  | Vitória           | 3                    |                  |                |  |  |       |       |
|  |                      | Fluminense       | 2                 |                      |                  |                |  |  |       |       |
|  | Fluminense           | Fluminense       | 2                 | 3                    |                  |                |  |  |       |       |
|  | Fluminense           |                  |                   | 3                    |                  |                |  |  |       |       |
|  | Cruzeiro             | 0                |                   |                      |                  |                |  |  |       |       |
|  | Cruzeiro             | 0                | Fluminense (d.p.) | 0 (4)                | Terceiro Lugar   | Terceiro Lugar |  |  |       |       |
|  |                      |                  | Fluminense (d.p.) | 0 (4)                | Terceiro Lugar   | Terceiro Lugar |  |  |       |       |
|  |                      | Vasco da Gama    | 0 (1)             |                      |                  |                |  |  |       |       |
|  | Vasco da Gama (d.p.) | Vasco da Gama    | 0 (1)             | 0 (3)                | Atlético Mineiro | 0 (0)          |  |  |       |       |
|  | Vasco da Gama (d.p.) |                  |                   | 0 (3)                | Atlético Mineiro | 0 (0)          |  |  |       |       |
|  | Corinthians          | 0 (1)            |                   | Vasco da Gama (d.p.) | 0 (3)            |                |  |  |       |       |
|  | Corinthians          | 0 (1)            |                   |                      | 0 (3)            |                |  |  |       |       |
|  |                      |                  |                   |                      |                  |                |  |  |       |       |
|  |                      |                  |                   |                      |                  |                |  |  |       |       |